# Zawada (gmina Popielów)
Zawada – osada w Polsce położona w województwie opolskim, w powiecie opolskim, w gminie Popielów.
Do 1975 wieś leżała w powiecie brzeskim; do 1950 w woj. dolnośląskim, w latach 1950 do dziś w woj. opolskim. W latach 1975–1998 miejscowość administracyjnie należała do ówczesnego województwa opolskiego.